# 13 Samodzielny Batalion Piechoty Zmotoryzowanej (Ukraina)
13 Samodzielny Batalion Piechoty Zmotoryzowanej „Czernihów-1” – batalion Wojsk Lądowych Ukrainy, podporządkowany 1 Samodzielnej Brygadzie Pancernej. Jako batalion obrony terytorialnej brał udział w konflikcie na wschodniej Ukrainie. Batalion stacjonuje w obwodzie czernihowskim.

## Działania bojowe
Batalion trafił do strefy walk 9 maja 2014 roku. W czerwcu żołnierze „Czernihowa-1” pełnili służbę na punktach kontrolnych w obwodzie ługańskim, gdzie pomagali też w utrzymaniu porządku publicznego. 12 czerwca zginął oficer batalionu. Od 18 sierpnia batalion stacjonował w Stanicy Ługańskiej. 19 sierpnia, po ostrzale artyleryjsko-moździerzowym zginął żołnierz, a dziesięciu odniosło rany (dwóch z nich później zmarło). Niedługo później, w walkach pod Ługańskiem, zginął jeszcze jeden. 6 września po ostrzale moździerzowym w okolicy Stanicy Ługańskiej zginął jeden żołnierz „Czernihowa-1”, a co najmniej jeden odniósł rany. Pod koniec września batalion stacjonował we wsi Orichowe w obwodzie ługańskim. 11 października zginął kolejny żołnierz „Czernihowa-1”. 3 listopada batalion został wycofany koleją ze strefy walk do Czernihowa, jednak 14 stycznia 2015 roku, po odtworzeniu zdolności bojowej, powrócił z nowym sprzętem i ciepłą odzieżą. 30 stycznia batalion stracił sześciu żołnierzy w walkach pod Wuhłehirśkiem, a szesnastu żołnierzy odniosło rany. Dzień później od ognia Gradów zginął kolejny żołnierz. Na dzień 10 lutego batalion stacjonował pod Debalcewem. W dniach 12-13 lutego pluton przeciwpancerny batalionu zajmował pozycję na ważnym skrzyżowaniu dróg na trasach Donieck-Ługańsk i Izium-Rostów (tzw. krzyż debalcewski). 17 lutego, podczas odwrotu spod Debalcewego, zginął w wybuchu miny jeden z żołnierzy. W tym samym dniu we wsi Kipti zginął jeszcze jeden żołnierz, który zastrzelił się z broni służbowej. 18 lutego zginął kolejny członek „Czernihowa-1”, a aż dwudziestu czterech było rannych.